# Mierzyn (gromada)
Mierzyn – dawna gromada, czyli najmniejsza jednostka podziału terytorialnego Polskiej Rzeczypospolitej Ludowej w latach 1954–1972.
Gromady, z gromadzkimi radami narodowymi (GRN) jako organami władzy najniższego stopnia na wsi, funkcjonowały od reformy reorganizującej administrację wiejską przeprowadzonej jesienią 1954 do momentu ich zniesienia z dniem 1 stycznia 1973, tym samym wypierając organizację gminną w latach 1954–1972.
Gromadę Mierzyn siedzibą GRN w Mierzynie utworzono – jako jedną z 8759 gromad na obszarze Polski – w powiecie piotrkowskim w woj. łódzkim, na mocy uchwały nr 35/54 WRN w Łodzi z dnia 4 października 1954. W skład jednostki weszły obszary dotychczasowych gromad Bryszki, Kuźnica Żerechowska i Mierzyn ze zniesionej gminy Rozprza oraz obszary dotychczasowych gromad Cieszanowice i Daniszewice ze zniesionej gminy Gorzkowice, a także oraz osada Kuźnica Żerechowska z dotychczasowej gromady Żerechowa-Kolonia ze zniesionej gminy Ręczno w tymże powiecie. Dla gromady ustalono 17 członków gromadzkiej rady narodowej.
1 lipca 1968 gromadę zniesiono, a jej obszar włączono do gromad: Gorzkowice (wieś Cieszanowice, osadę młyńską Grobla oraz wieś Daniszewice), Rozprza (wieś Bryszki, osadę Gaj, parcelę Kazimierza, wieś Mierzyn oraz przysiółek Studzianki) i Trzepnica (wieś Kuźnica Żerechowska i osadę młyńską Trzciniec) w tymże powiecie.